# 芬威的女儿们
在托尔金（J.R.R. Tolkien）的奇幻世界中土大陸裡，芬威的女兒們（Daughters of Finwë）是芬迪丝（Findis）和伊瑞米（Irimë），二者皆是《中土世界的歷史》裡的虚构角色。

## 名字語源
芬迪丝的名字是父母名字的混合。
伊瑞米的昆雅語母名是拉尔文蒂 Lalwendë，更為人熟知的是縮寫名字，拉尔文 Lalwen，意思是「歡樂少女」 Laughing maiden。拉爾文也一名也適用於辛達林語。伊瑞米也喚作伊瑞恩 Irien，這可能是她的昆雅語父名。在《中土世界的歷史》第十部《魔苟斯的戒指》（Morgorth's Ring）裡，伊瑞米也稱為芬瓦茵 Finvain。

## 總覽
芬迪絲與伊瑞米都是諾多族精灵（Noldor），為诺多族至高君王芬威（Finwë）和茵迪丝（Indis）的女儿。
她們的同父同母兄弟是芬国昐（Fingolfin）和费纳芬（Finarfin），同时也是费诺（Fëanor）的异母妹妹。芬迪丝是芬威和茵迪丝的第一个孩子，而伊瑞米是第三个。
托爾金書迷猜測伊瑞米可能是亞仁威（Aranwë）的母亲，而亞仁威则是沃朗威（Voronwë）的父亲。葛罗芬戴尔、艾克希里昂和艾加摩斯（Egalmoth）在贡多林享有特权身份，他们中至少一个可能是伊瑞米或芬迪丝的後裔，但只是純粹推測。
芬迪絲與伊瑞米都没有在印刷版的《精灵宝钻》中出现。

## 生平

### 芬迪絲
在芬威死後，芬迪絲繼續留在維林諾（Valinor），但也沒有留在諾多族的同胞身邊。她與母親一起遷回了凡雅族（Vanyar）的子民當中，悼念芬威的逝去，直至終有一天曼威（Manwë）認為是適當時刻讓芬威重獲肉體為止。

### 伊瑞米
伊瑞米與兄長芬國昐的感情很好，因此她也隨同諾多族大隊離開維林諾。她的下落不明，可能在班戈拉赫戰役（Dagor Bagorllach）後遇害，抑或返回了维林诺。

## 其他版本
在早期版本中，芬威和茵迪丝有三个女儿：芬迪丝、芬妮尔 Faniel 和芬瓦茵 Finvain。後來芬瓦茵被改名為伊瑞米，並被設定為芬威第二個女兒，與芬妮爾的排行調換。在更後時間的托爾金附錄裡，芬妮爾完全消失，只留下芬迪絲與伊瑞米。

## 芬威家族
```
          (1)            (2)

迷瑞爾
 ========= 
芬威
 ========= 
茵迪絲
 
            |
           |                -------------------------------
         
費諾
 = 
諾丹妮爾
      |      |               |      |
                |         
芬迪絲
   
芬國昐
 = 
阿纳尔瑞
  
伊瑞米
   
費納芬
 = 
伊珥雯

            
梅斯羅斯
                         |                    |
           
梅格洛爾
                       
芬鞏
                
芬羅德·費拉剛
      
            
凱勒鞏
                         
特剛
                
安格羅德
------
歐洛隹斯
------
吉爾加拉德

            
卡蘭希爾
                       
雅瑞希爾
            
艾格諾爾
   
            
庫路芬
------
凱勒布理鵬
         
亞岡
                
凱蘭崔爾
   
            
安羅德
                                                         
            
安瑞斯
```

## 資料來源
1. 1 2 3 4 5  《中土世界的歷史》 Vol.12 《中土世界的民族》"The Shibboleth of Feanor"
2. ↑  克里斯托夫·托爾金猜測伊瑞恩可能是他父親最早打算用的名字，但無意間托爾金就寫下了伊瑞米在所有家譜上。詳見"The Shibboleth of Feanor"的第28條註釋。
3. ↑  基於辛達林語中"ar"有著「高貴的、皇家的」之含義，故書迷有此推測。詳見聯經版《精靈寶鑽》的附錄《昆雅語和辛達語名詞的組成要素》。不過在《未完成的故事》"Of Tuor and His Coming to Gondolin"中沃朗威指明自己是"House of Fingolfin"，可能單純代表沃朗威是芬國昐家族的跟隨者，而非與諾多族王室有血緣關係。
4. ↑  《魔苟斯的戒指》 "Laws and Customs among the Eldar：「(* Five children she bore, three daughters and two sons, in this order: Findis, Nolofinwe, Faniel, Arafinwe and Irime ...)」"she"指茵迪絲。
5. ↑  《魔苟斯的戒指》 "Of the Darkening of Valinor"的第10項備註：「The name Irime (for later Finvain) goes back to the original text FM 1 (p. 207)」
6. ↑  《魔苟斯的戒指》 "The Earliest Version of the Story of Finwe and Miriel"：「...and she bore also two other daughters: Irime and Faniel [> Faniel and Irime]」"she"是指茵迪絲，當中">"代表"[]"裡面的版本被正文版本取替。
7. ↑  《中土世界的民族》 "The Shibboleth of Feanor"：「In all these tables there are still three daughters of Finwe and  Indis: Findis,  Faniel, and  Irime (...), and no correction was made. In the excursus Faniel has disappeared, and the younger daughter appears both as Irime and Irien.」